# Danilo Astori
Danilo Astori (23 tháng 4 năm 1940 – 10 tháng 11 năm 2023) là một nhà chính trị dân chủ xã hội Uruguay. Tại thời điểm năm 2010, ông là phó tổng thống Uruguay. Ông là phó tổng thống thứ 15 của nước này. 
Ông đã giữ chức Bộ trưởng kinh tế tài chính Uruguay từ năm 2005-2008. Ông là lãnh đạo của Đảng Asamblea Uruguay, đó là một Đảng trung tả thuộc Mặt trận Rộng. Ông đã chạy đua chức phó tổng thống trong cuộc bầu cử năm 1989 với Liber Seregni là ứng cử viên tổng thống, họ đứng thứ 3 với 23% số phiếu.
Trước khi cuộc bầu cử năm 2004 diễn ra, người ta đã công bố Astori sẽ giữ chức Bộ trưởng Tài chính nếu Mặt trận Rộng thắng cử. Điều này được đã được cho là đã lay chuyển các cử tri trung dung chọn rộng Đảng Mặt trận và Đảng này đã nhận được 51,7% số phiếu.
Vào tháng 10 năm 2023, Astori phải nhập viện vì gãy xương hông, sau đó ông qua đời vì suy hô hấp vào ngày 10 tháng 11 năm 2023, thọ 83 tuổi.